# Tolmerus cyrnaeus
Tolmerus cyrnaeus là một loài ruồi trong họ Asilidae. Tolmerus cyrnaeus được Oldroyd miêu tả năm 1946. Loài này phân bố ở vùng Cổ Bắc giới.